# بحيرة بيكوديان
بحيرة بيكوديان هي بحيرة تقع في محافظة أربيل شمال العراق تطل كعين زرقاء جميلة محمية بالجبال من جميع الجهات وتقع على ارتفاع 3151 متر عن سطح البحر مما يجعلها أعلى مسطح مائي في العراق.
البحيرة تقع على سفوح جبل سكران في قضاء جومان، الذي يقع على بعد 160 كم شمال شرق أربيل. طريق الوصول إلى البحيرة شاق جدا ويتطلب السير على الاقدام لـ12 ساعة، لانها تقع في منطقة جبلية وعرة.